# Aleksej Michajlovitj
Aleksej Michajlovitj Romanov (ryska: Алексе́й Миха́йлович Рома́нов [ɐlʲɪkˈsʲej mʲɪˈxajləvʲɪtɕ rɐˈmanəf]), född 29 mars 1629 i Moskva i Ryssland, död 8 februari 1676 i Moskva i Ryssland, var tsar av Ryssland från 1645 fram till sin död 1676. Han var son till tsar Mikael I och tsaritsa Eudoxia Streshneva.

## Biografi
Aleksej övertog kronan som 16-åring efter sin far Mikael. När Aleksej var ung hölls den egentliga makten av Boris Morozov. 1648 utbröt i Moskva saltupproret som höll på i flera dagar. Detta tvingade tsaren att kalla ständerna till zemskij sobor för att omskapa rikets lag. Som resultat infördes en ny lagsamling 1649. Den betonade tsarens ställning samt gav fördelar för lantadeln och stadsborna på kyrkans bekostnad.
År 1652 utnämnde Aleksej munken Nikon till patriark. Nikon kritiserade hårt de nya lagarna, vilket ledde till tvister och maktkamp mellan tsaren och patriarken. Detta fortsatte till 1666 då Nikon dömdes och avskedades i det stora kyrkomötet i Moskva. Zemskij sobor återkallades bara en gång efter 1648, nämligen 1653. Annars löste Aleksej rikets problem i sin kammarduma (en sorts riksråd eller mindre församling av bojarer) och således började riket mer och mer närma sig absolutismen. 
År 1670 reste sig kosackerna längs floden Don i en revolt under Stenka Razin. Kosackernas tåg gick uppströms längs med Volga och värvade utmattade bönder i deras led. Kosacktåget mördade storgodsägarna samt kyrkoledarna och deklarerade att de skulle frige bönder från livegenskapens repression. Upproret eskalerade snabbt till 1600-talets största bonderevolt i Europa. År 1671 kvävdes upproret i blodbad och de skrämda godsägarna och deras förvaltare band bönderna ännu hårdare till jorden (livegenskapen skärptes).

## Familj
Aleksej gifte sig 1648 med Maria Miloslavskaja och paret fick tretton barn:
1. Dmitrij Aleksejevitj (1648–1649)
2. Jevdokija Aleksejevna (1650–1712)
3. Marta Aleksejevna (1652–1707)
4. Alexej Aleksejevitj (1654–1670)
5. Anna Aleksejevna (1655–1659)
6. Sofia Aleksejevna (1657–1704)
7. Katarina Aleksejevna (1658–1718)
8. Maria Aleksejevna (1660–1723)
9. Fjodor III (1661–1682)
10. Theodosia Aleksejevna (1662–1713)
11. Simeon Aleksejevitj (1665–1669)
12. Ivan V (1666–1696)
13. Jevdokija Aleksejevna (1669–1669)

Då Maria dog 1669 gifte han om sig den 1 februari 1671 med Natalja Narysjkina och tillsammans fick de tre barn:
1. Peter I (1672–1725)
2. Natalja Aleksejevna (1673–1716)
3. Fjodora Aleksejevna (1674–1678)

### Fotnoter
1. ↑  ”Alexis”. Encyclopaedia Britannica. https://www.britannica.com/biography/Alexis-tsar-of-Russia. Läst 18 oktober 2018.